# Astarté (Holmès)
Pour les articles homonymes, voir Astarté (homonymie).
Astarté est un poème musical en un acte et deux tableaux d'Augusta Holmès composé en 1871.

## Contexte historique
Augusta Holmès compose Astarté en 1871. Elle en écrit elle-même l'argument. Elle termine la composition en octobre 1871 à Paris. Camille Saint-Saëns compare lui-même la compositrice à une Vénus Astarté, ce qui pourrait donner des indices sur la création de l'œuvre.
Holmès fait parvenir un exemplaire de sa partition à Franz Liszt et reçoit en retour une lettre — datée du 27 mars 1873 — du maître, dans laquelle on peut notamment lire :

« Chère Maestra,
En comparaison de votre Astarté, les œuvres des compositeurs les plus osés ne sont que bagatelles de pensionnats de jeunes demoiselles. Quel entassement de prodiges et de témérités extatiques dans votre poème et votre partition.
[...] »

— Liszt
Avec Lénore d'Henri Duparc, l'ouverture d'Astarté est donnée le 15 mai 1875 à la Société nationale de musique à Paris, salle Herz, sous la direction d'Édouard Colonne,.

## Critiques
Astarté est un opéra encore inédit d'Augusta Holmès en 1895, puisqu'elle n'a pas réussi à le faire jouer, et qui est resté « dans ses tiroirs », ni même à faire publier l'œuvre. Elle est pourtant citée dans ses œuvres de jeunesse et certaines sources laissent entendre qu'il y a bien eu au moins une représentation, probablement privée. Arthur Pougin souligne quand même une forte influence wagnérienne dans cet opéra. Selon Pierre Lalo, la compositrice aurait eu une influence sur l'Astarté de Xavier Leroux.